# 夢の樹 (岡村孝子のアルバム)
『夢の樹』（ゆめのき）は、岡村孝子の1作目のオリジナル・アルバム。1985年10月19日発売。
発売元はファンハウス（現・ソニー・ミュージックレーベルズ）。

## 解説
- 1983年のあみん活動停止後、再び上京して音楽活動を再開した岡村孝子のデビュー・アルバム。あみん時代のアルバムを含め、岡村自身がすべての作詞・作曲を担当した初めてのアルバムでもある。
- 先行シングルは無く、収録曲の「風は海から」がシングルとして本アルバムと同時発売された。
- 当楽曲は、FM横浜 "風は海から" キャンペーンのイメージ・ソングに起用されている。なお、シングルB面曲も同じく収録曲の「冷たい雨」。
- 数少ない提供曲のひとつ「雨の街」のセルフカヴァーが収録された。原曲歌唱は高部知子。高部には「片想いはHAPPY気分」という楽曲も提供している（ともに1984年）[1]。
- 「ピエロ」は2枚目のシングル『今日も眠れない』のB面曲にリミックスされて収録された。セレクション・アルバム『After Tone』（1987年11月25日発売）にも別リミックスが収録されている。
- 2001年6月20日には、価格を改定したリニューアル盤が再発売された（規格品番：FHCF-2511）。

## 収録曲
1. 風は海から（4:41）
  - ソロデビュー・シングル。
  - FM横浜 "風は海から" キャンペーン イメージ・ソング。
2. 冷たい雨（3:52）
  - ソロデビュー・シングル「風は海から」のB面曲。
3. 一人息子（4:42）
4. 見返してやるんだわ（3:32）
  - 歌詞のラスト・フレーズにトリックがある、と岡村自身が語っている[2]。
5. 雨の街（3:03）
  - ソロデビュー前の1984年に高部知子へ提供した楽曲。
6. ピエロ（4:24）
  - ライヴの定番となっている楽曲。2ndシングル「今日も眠れない」のB面曲。
  - 29thシングル「心のフレーム」（2004年8月25日発売）の限定盤DVDにライヴ映像が収められている[3]。
7. 煙草（4:58）
8. 砕ける波に…（4:58）
9. 夢の樹（5:04）
  - アルバム・タイトルチューン。

全曲作詞・作曲: 岡村孝子、全編曲: 萩田光雄

## 関連作品
- 風は海から
  - After Tone
  - HISTOIRE
  - DO MY BEST
  - TOY BOX
  - Best★BEST 岡村孝子
- 一人息子
  - 夢をあきらめないで（アルバム）
- 見返してやるんだわ
  - After Tone II
  - Best★BEST 岡村孝子
- ピエロ
  - After Tone
  - DO MY BEST
  - 夢をあきらめないで（アルバム）
  - Best★BEST 岡村孝子
- 砕ける波に…
  - 夢をあきらめないで（アルバム）
- 夢の樹
  - Ballade